# Kamifukuoka
Kamifukuoka (上福岡市 Kamifukuoka-shi) é uma cidade japonesa localizada na província de Saitama.
Em 2003, a cidade tinha uma população estimada em 54 486 habitantes e uma densidade populacional de 8 000,88 h/km². Tem uma área total de 6,81 km².
Recebeu o estatuto de cidade a 10 de Abril de 1972.